# تیریای
تیریای (به لاتین: Thiriyai) یک منطقهٔ مسکونی در سری‌لانکا است که در ناحیه ترینکومالی واقع شده‌است. تیریای ۶۴۰ نفر جمعیت دارد.